# Pays de Belvès
Pays de Belvès is een gemeente in het Franse departement Dordogne in de regio Nouvelle-Aquitaine. De gemeente is op 1 januari 2016 ontstaan door de fusie van de gemeenten Belvès en Saint-Amand-de-Belvès. Pays de Belvès telde op 1 januari 2022 1.310 inwoners.

## Geografie
De oppervlakte van Pays de Belvès bedraagt 30,72 km², de bevolkingsdichtheid is 44 inwoners per km² (per 1 januari 2019).
De onderstaande kaart toont de ligging van Pays de Belvès met de belangrijkste infrastructuur en aangrenzende gemeenten.

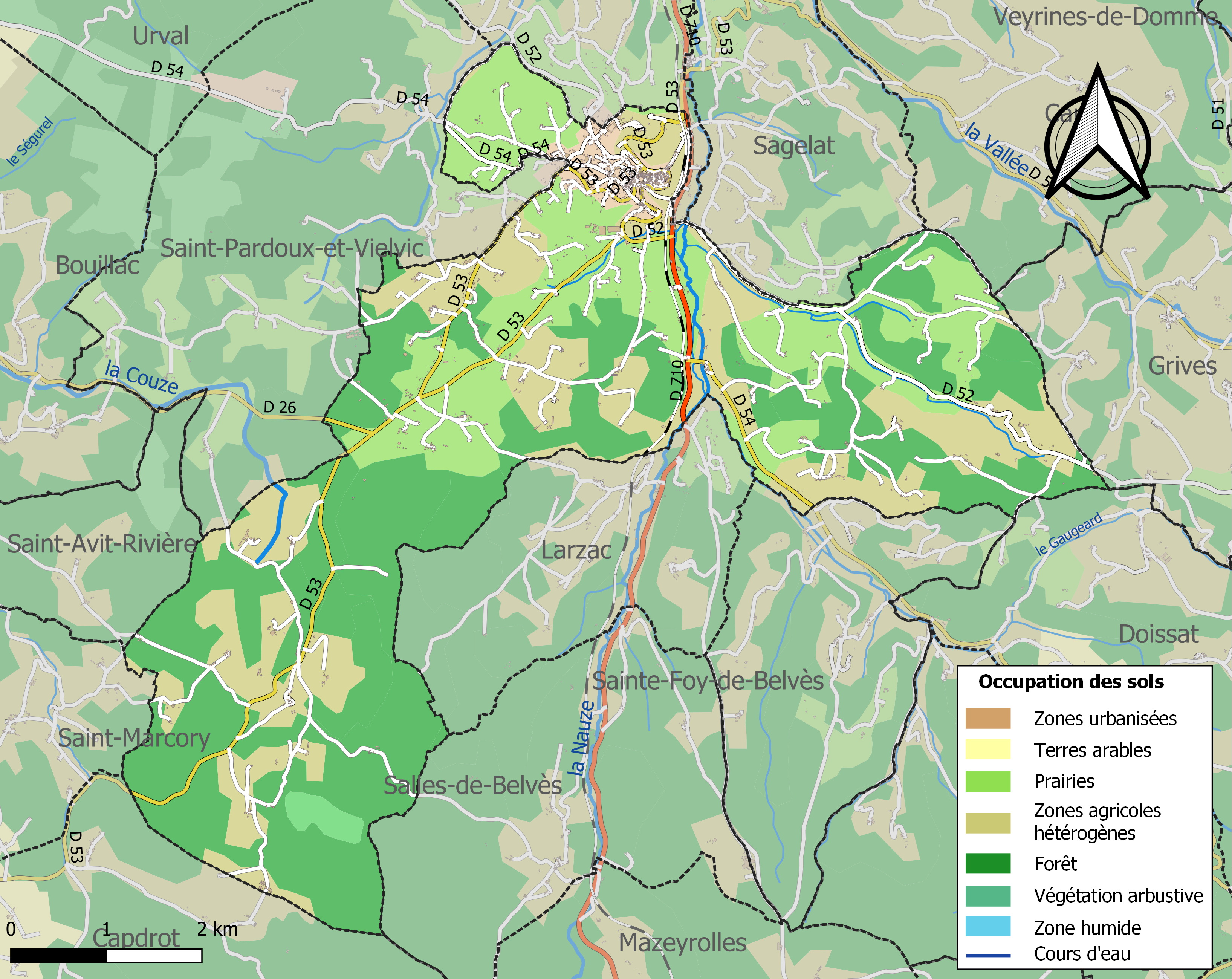

## Verkeer
In de gemeente ligt het spoorwegstation Belvès.